# Lelio Torelli
Pour les articles homonymes, voir Torelli.
Lelio Torelli ou Laelius Taurellius en latin (1498 – 1576) fut un jurisconsulte italien, secrétaire de Cosme Ier de Médicis.

## Biographie
Né à Fano, dans l'actuelle province de Pesaro et Urbino, dans la région des Marches. Lelio Torelli fut podestat de Fossombrone et premier magistrat de Fano, d'où il chassa un descendant de Scanderbeg qui en avait reçu la souveraineté du Saint-Siège. Il reçut néanmoins de Clément VII le gouvernement de Bénévent.
Il finit par s'établir à Florence, où Cosme Ier le nomma successivement auditeur de la Rote, podestat, chancelier, et premier secrétaire du grand-duc. Il fut aussi l'un des chefs de l'Accademia fiorentina.

## Publications
On lui doit l'édition remarquée des Pandectes florentines (Florence, 1553, trois volumes in-folio), publiées sur le manuscrit trouvé en 1137 à la prise d'Amalfi et conservé à Florence.

## Sources
- Marie-Nicolas Bouillet  et Alexis Chassang (dir.), « Lelio Torelli » dans Dictionnaire universel d’histoire et de géographie, 1878 (lire sur Wikisource)